# Volodîmîrske, Zhurivka
Volodîmîrske (în ucraineană Володимирське) este un sat în comuna Șevcenkove din raionul Zhurivka, regiunea Kiev, Ucraina.

## Demografie
Componența lingvistică a localității Volodîmîrske
     Ucraineană (87,8%)
     Rusă (6,71%)
     Belarusă (3,66%)
Conform recensământului din 2001, majoritatea populației localității Volodîmîrske era vorbitoare de ucraineană (87,8%), existând în minoritate și vorbitori de rusă (6,71%) și belarusă (3,66%).